# Charlie Rose

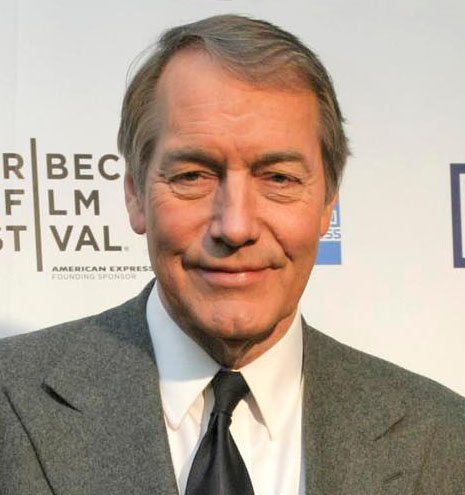
Charlie Rose

Charles Peete „Charlie“ Rose, Jr. (* 5. Januar 1942 in Henderson, North Carolina) ist ein US-amerikanischer Fernsehmoderator und Journalist. Ab 1991 moderierte er die Talkshow Charlie Rose, die von PBS ab 1993 landes- und von Bloomberg Television ab 2009 weltweit ausgestrahlt wurde. Aufgrund von Vorwürfen gegen ihn wegen sexueller Belästigung wurde die Sendung im November 2017 eingestellt.

## Leben
Rose war Korrespondent für die 60 Minutes II vom Sendebeginn im Januar 1999 bis zur Absetzung im September 2005; danach war er Korrespondent für 60 Minutes.
Rose machte 1964 an der Duke University seinen Bachelor in Geschichte. Dort lernte er auch seine Frau Mary kennen. Er war Mitglied der Fraternity Kappa Alpha. 1968 schloss er das Juris-Doctor-Programm ab.
Er interviewte unterschiedliche prominente Personen, darunter Baschar al-Assad (2013), Präsident Barack Obama mit Ehefrau Michelle (2012), Warren Buffett, David Rockefeller, Noam Chomsky (2003), Nicholson Baker, Henry Kissinger, Leonardo DiCaprio (2004), John Oliver, Sarah Palin, Christoph Waltz, Quentin Tarantino, Larry Ellison, David Foster Wallace, Farah Diba. und Wladimir Putin. Er hatte Cameo-Auftritte in diversen Fernsehsendungen und Filmen, zum Beispiel bei House of Cards, den Simpsons, Batman v Superman: Dawn of Justice und Elegy oder die Kunst zu lieben. Das Interview, das Rose 2008 mit der Kandidatin für das Amt der US-Vizepräsidentin, Sarah Palin geführt hatte, ist Teil der Handlung des Films Game Change.
Rose und seine Frau Mary ließen sich 1980 nach zwölfjähriger Ehe scheiden. Seit 1993 ist seine Lebensgefährtin Amanda Burden, eine Stieftochter des CBS-Gründers William S. Paley.
Im Zuge des Weinstein-Skandals wurde Rose am 20. November 2017 von acht Frauen sexuelle Belästigung vorgeworfen. Die Sender CBS News und PBS setzten die Ausstrahlung seiner Sendungen bis zur Klärung der Vorwürfe aus; von CBS erhielt er zugleich eine Freistellung.